# انگور ونوس
انگور ونوس (به انگلیسی: Venus grape) نوعی از انگور‌های بدون دانه بوده که مناسب پرورش در آب و هوای گرم و خشک است، این انگور دارای پوستی ضخیم و آبی مایل به سیاه می باشد. انگور ونوس جز گونۀ انگور روباه است و طعمی شیرین و گاهی ملس دارد، توسط دانشگاه آرکانزاس توسعه و پرورش یافته و همانند انگور مارس مقاومت زیادی در برابر آفت‌های معمول انگور دارد. ارتفاع متوسط درخت این انگور، ۳۰ تا ۴۵ سانتی‌متر است و می‌تواند به صورت خانگی نیز کشت شود.
انگور ونوس شکل بیضی و کشیده‌ای دارد و برای مصارف رومیزی، تولید شراب، تولید آب انگور و تولید ژله مورد استفاده قرار می‌گیرد.
به دلیل ویژگی‌هایی همچون، خوشه‌های جمع، طعم شیرین، زودرسی، مقاوم در برابر ترک خوردگی میوه، توت متوسط، رنگ آبی و تاج برگ ضخیم که انگور را از پرندگان پنهان می‌کند مورد توجه پرورش دهندگان است.